# 克厄北站
克厄北站（丹麦语：Køge Nord Station） 是一座国铁与哥本哈根市郊铁路共构车站。位于丹麦西兰大区克厄市镇，东北方35千米外是哥本哈根。经过本站的铁路包括普铁（哥本哈根市郊铁路是普铁）及设计速度达250千米/小时的“哥本哈根—灵斯泰兹高铁”。连接哥本哈根与费马恩海峡隧道、丹麦西部的铁路也从本站经过。乘客可在本站完成普铁（包括哥本哈根市郊铁路）与高铁间的换乘。2019年5月31日在弗雷德里克王储的主持下启用。
| 上一站                            | 丹麦国家铁路                          | 下一站                            |
| --------------------------------- | ------------------------------------- | --------------------------------- |
| 新埃勒比约站 开往：哥本哈根机场站 | 城际列车 哥本哈根⟷奥尔堡              | 灵斯泰兹站 开往：奥尔堡站         |
| 新埃勒比约站 开往：东门站         | 区域列车 哥本哈根⟷克厄⟷尼克宾法尔斯特 | 灵斯泰兹站 开往：尼克宾法尔斯特站 |
| 上一站                            | 哥本哈根市郊铁路                      | 下一站                            |
| 厄尔比站 开往：克厄站             | 工作日白天                            | 耶西站 开往：霍尔特站             |
| 厄尔比站 开往：克厄站             | 夜间及周末                            | 耶西站 开往：希勒勒站             |

## 车站结构
车站有7条股道，大致呈南北走向。其中5条股道供“哥本哈根—灵斯泰兹高铁”使用，其余两条股道供包括哥本哈根市郊铁路在内的普铁使用。站台共有4个，其中两个岛式站台供“哥本哈根—灵斯泰兹高铁”使用，另外两个侧式站台供包括哥本哈根市郊铁路在内的普铁使用。
与一般火车站不同的是，这4个站台不是连续布局，而是被8车道的“克厄湾高速公路”分隔为东西两部分。西半部分是“哥本哈根—灵斯泰兹高铁”使用部分。东半部分是两个侧式站台夹两条股道，使用者包括哥本哈根市郊铁路。东西两部分有一座长225米的封闭式人行天桥相连。
因普铁列车与高铁列车巨大的速度差及高铁对铁路更高的要求，故“哥本哈根—灵斯泰兹高铁”采用以新线为主的设计，而不是改造既有线。在本站，新建的高铁线与既有线也是分开的。

## 图片集

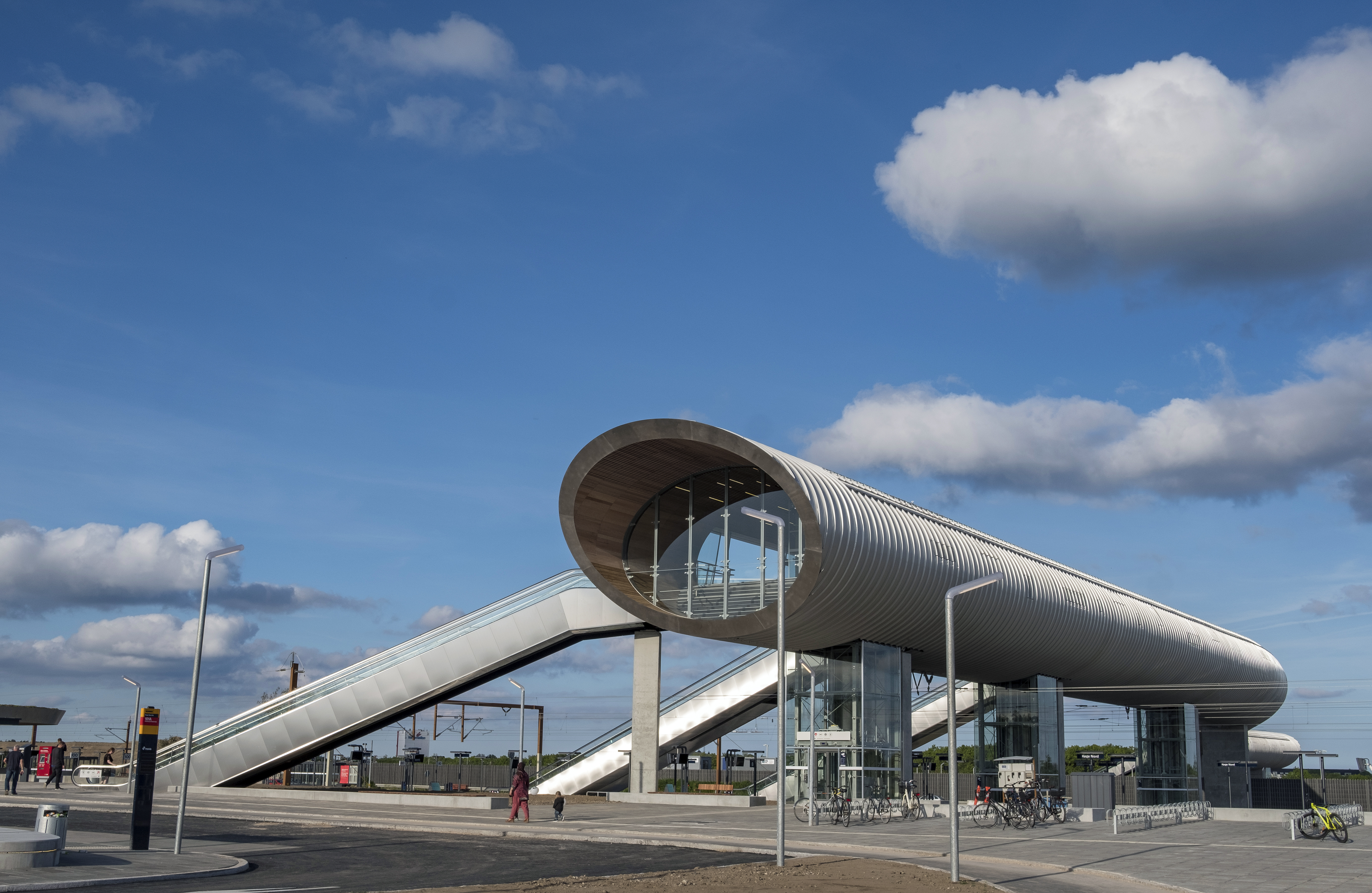
天桥
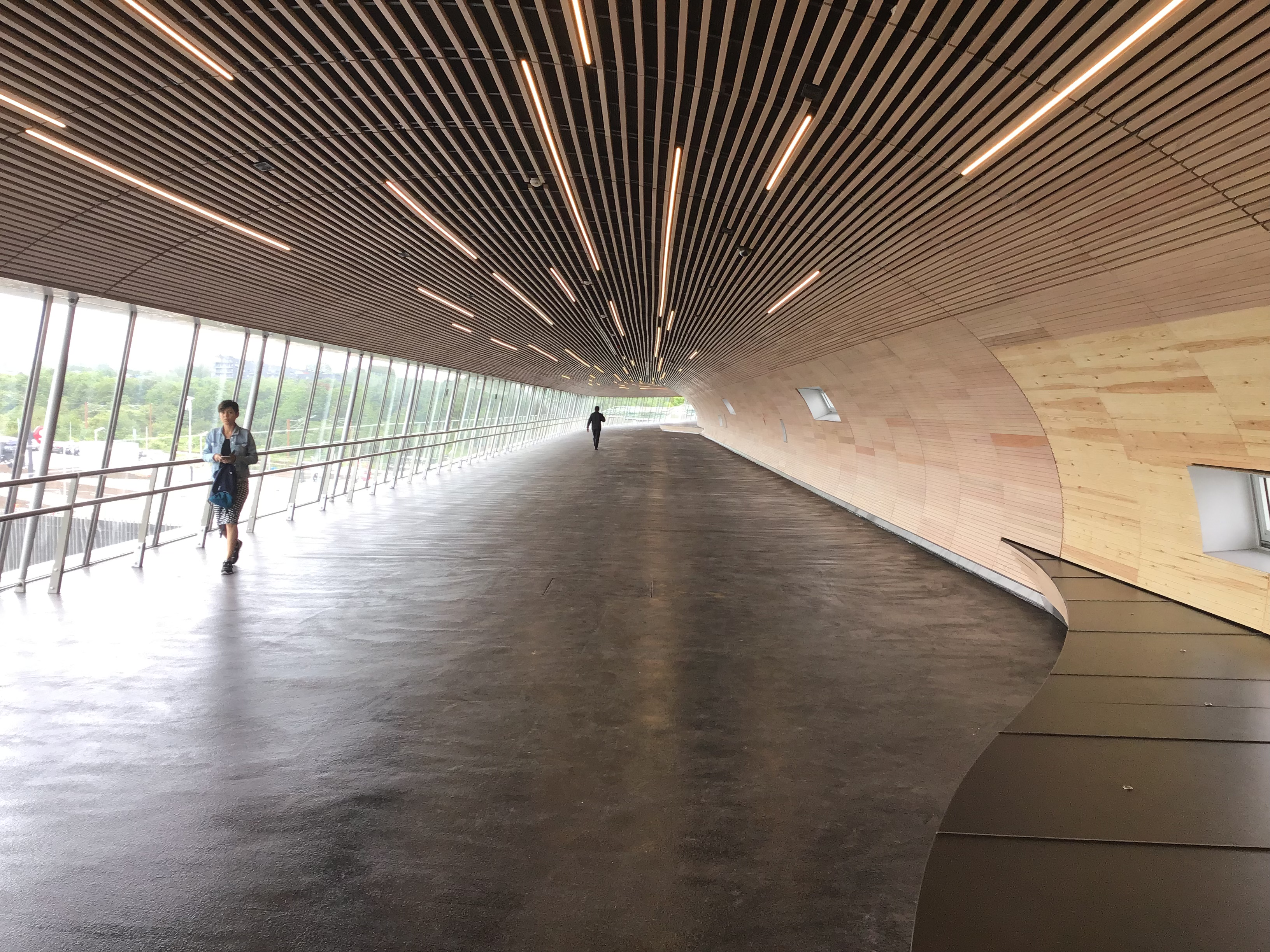
天桥上
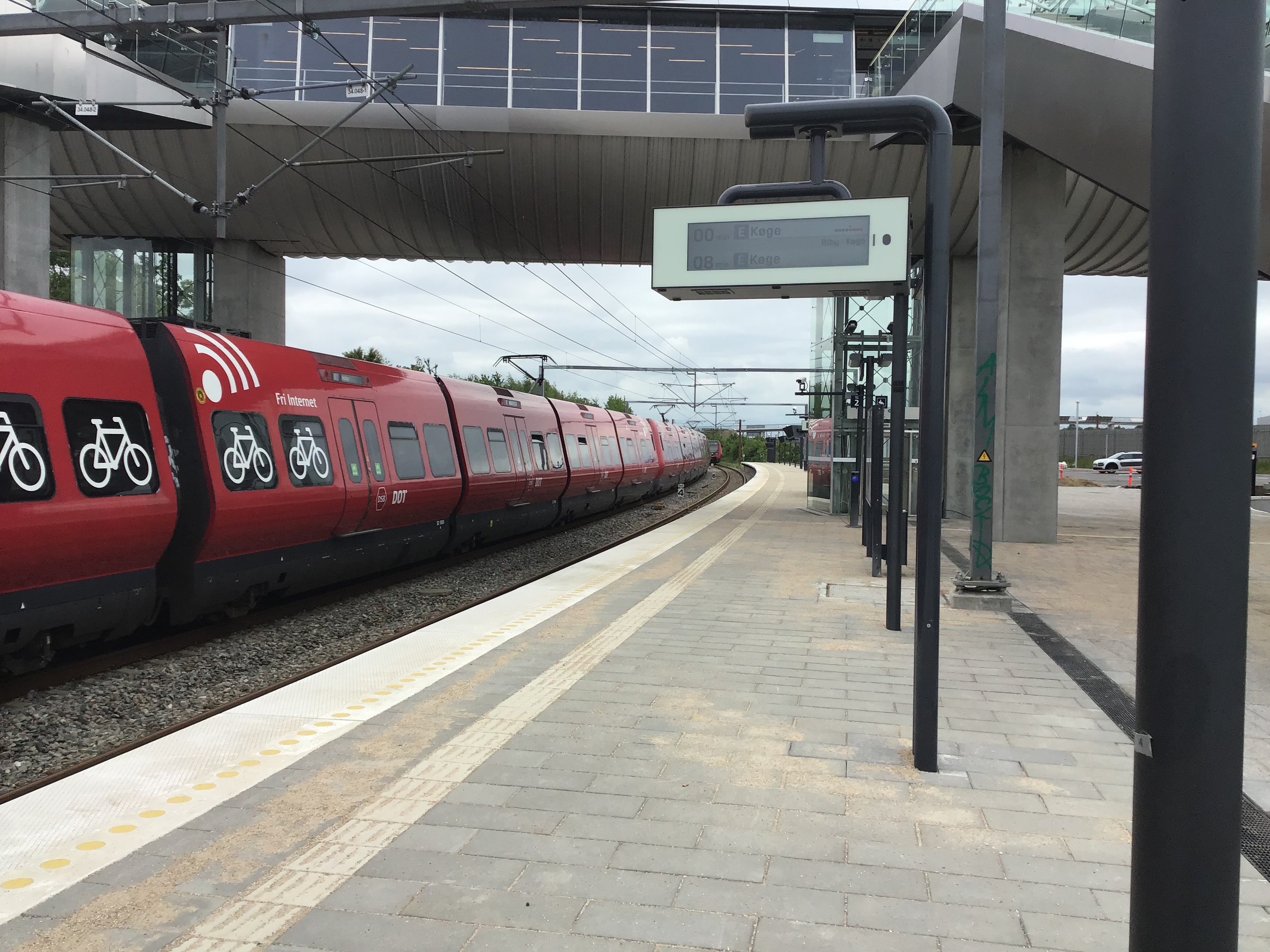
哥本哈根市郊铁路站台
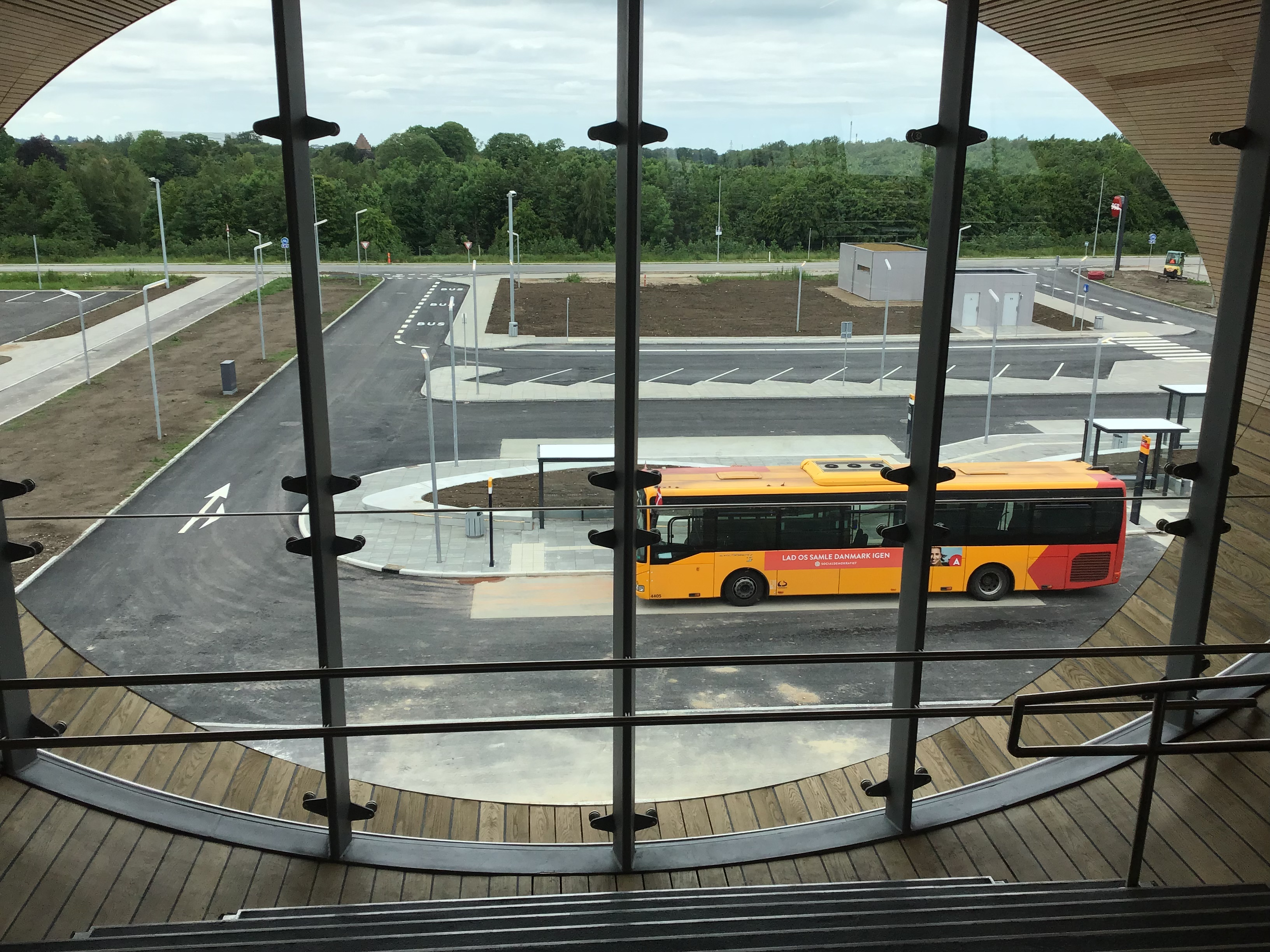
在天桥上拍摄公交站

## 相邻车站
| 上一站                            | 丹麦国家铁路 | 下一站              |
| --------------------------------- | ------------ | ------------------- |
| 新埃勒比约站 往：哥本哈根火车总站 | 哥灵高铁     | 灵斯泰兹站 本线终点 |
| 耶西站 往：哥本哈根火车总站       | 克厄湾铁路   | 厄尔比站 往：克厄站 |

## 外部連結
- 丹麦国家铁路官网对本站的介绍（页面存档备份，存于）（丹麦语）